# Sygnały drogowe na kolei w Polsce
Sygnały drogowe (D) w Polsce – sygnały w sieci kolejowej PKP Polskich Linii Kolejowych oraz pozostałych zarządców linii kolejowych w Polsce dawane za pomocą przenośnych tarcz, chorągiewki, latarki ręcznej, spłonek, gwizdawki ustnej, trąbki lub ręki informujące maszynistę o zatrzymaniu lub zwolnieniu biegu składu w razie chwilowych zmian na trasie przejazdu pociągu. 

## Sygnały podawane przenośnymi tarczami

### DO „Za tarczą ostrzegawczą znajduje się tarcza zatrzymania”
Nieruchoma okrągła pomarańczowa tarcza z czarnym pierścieniem i białą obwódką (sygnał nocny: pomarańczowe światło na maszcie pod tarczą lub tarcza pokryta folią odblaskową). Informuje maszynistę, że w odległości drogi hamowania powiększonej o 200 m znajduje się sygnał D1 „Stój”. Przenośna tarcza różni się od tarczy kształtowej rozmiarem  .

### D 1 „Stój” dawany tarczą zatrzymania
Nieruchoma prostokątna czerwona tarcza z białą obwódką (sygnał nocny: czerwone światło nad tarczą lub tarcza pokryta folią odblaskową). Na stacjach tarczę D1 ustawia się w osi toru. Poza tym dla tarcz Do i D1 obowiązują te same zasady ustawiania, co dla semaforów. Tarcze D1 ustawia się w odległości 50 m od fragmentu toru, który wymaga tymczasowego zamknięcia  . 
Tarczę D1 używa się w następujących przypadkach  :
- jeżeli stan toru lub przeszkoda na nim zagraża bezpieczeństwu;
- jeżeli na semaforze lub tarczy zaporowej nie można podać sygnału „Stój”;
- jeżeli tarcza zaporowa została unieruchomiona w pozycji „Jazda dozwolona”;
- w przypadku czasowego braku semafora
- w razie zamknięcia całości lub części toru
- w celu ochrony stojących na torze maszyn torowych (w tym przypadku tarczę stawia się od 1 do 3 m przed wykolejnicą)[a];
- na szlaku w miejscu, gdzie zły stan torów lub inne przyczyny wymagają ograniczenia prędkości do mniej niż 10 km/h.

### D 6 „Zwolnić bieg”
Nieruchoma trójkątna tarcza zwrócona podstawą do góry w kolorze pomarańczowym z białą obwódką i czarną liczbą wewnątrz trójkąta lub mniejsza zwrócona podstawą do dołu, jeśli nie mieści się w skrajni (sygnał nocny: podświetlenie cyfry na tarczy oraz pomarańczowe światło na tarczy). Tarcza informuje o tymczasowym ograniczeniu prędkości podanym w dziesiątkach km/h. Jeśli na tarczy nie znajduje się żadna liczba, obowiązuje ograniczenie do 20 km/h. Ustawia się go w odległości drogi hamowania od miejsca, od którego należy jechać ze zmniejszoną prędkością (o początku i końcu odcinka z ograniczoną prędkością informuje wskaźnik W 14). W przypadku tarczy D6 należy ustawić ją z obu stron odcinka o ograniczonej prędkości, niezależnie od tego, czy ruch kolejowy jest prowadzony w jednym, czy w obu kierunkach. Obowiązują zasady ustawiania takie same jak dla wskaźnika W 6  . 

## Sygnały podawane przez pracowników kolei

### D 2 „Stój” dawany ręcznie
Sygnał jest podawany przez uprawnionego pracownika kolei, który zatacza okręgi ręką z chorągiewką lub samą ręką, a w nocy z czerwoną albo białą latarką. Jest on wykorzystywany w takich samych sytuacjach, co sygnał D1, lecz nie ma możliwości lub czasu na ustawienie tarczy przestawnej  .

### D 3 „Stój” dźwiękowy
Sygnał jest podawany przez pracownika kolei za pomocą gwizdawki ustnej lub trąbki i polega na trzech krótkich tonach następujących szybko po sobie kilkukrotnie powtórzonych. Stosuje się go równocześnie z sygnałem D2, jeśli zachodzi obawa, że drużyna trakcyjna nie zauważy sygnału ręcznego. Sygnał należy powtarzać tak długo, aż drużyna trakcyjna się do nich zastosuje  .

### D 7 „Stój” dawany przez dróżnika przejazdowego
Sygnał dawany przez dróżnika przejazdowego w celu zatrzymania zbliżających się pojazdów drogowych. Polega na uniesieniu okrągłej czerwonej tarczy z białą obwódką lub w nocy na podnoszeniu i opuszczaniu czerwonej latarki sygnałowej zwróconej w kierunku nadjeżdżającego pojazdu  .

### D 8 „Dróżnik obecny na przejeździe”
Sygnał jest dawany przez dróżnika, który stoi w wyznaczonym miejscu przy przejeździe i wystawia do góry żółtą chorągiewkę, tak by była widoczna dla maszynisty lub kierownika pociągu zbliżającego się do przejazdu. W nocy dróżnik powoli przesuwa latarkę koloru białego w górę i w dół  .